# Matrimonio igualitario en Costa Rica
El matrimonio igualitario en Costa Rica es legal desde el 26 de mayo de 2020. Fue reconocido a raíz de una resolución de la Sala Constitucional de la Corte Suprema de Justicia de la República el 8 de agosto de 2018, mediante la cual se resolvieron dos acciones de inconstitucionalidad interpuestas contra normativa del Código de Familia que explícitamente prohibía las uniones entre personas del mismo sexo.
Para esa sentencia, la Sala Constitucional adoptó lo señalado por la Corte Interamericana de Derechos Humanos (Corte IDH) en su Opinión Consultiva 24/17, en la que señaló que los Estados miembros del Pacto de San José debían garantizar el acceso de las parejas homosexuales a las figuras ya existentes, incluyendo el matrimonio. La Sala dio un plazo de 18 meses, contados a partir de la publicación de la sentencia, para la entrada en vigencia de la inconstitucionalidad de las normas y urgió a la Asamblea Legislativa a modificar las leyes acordemente al fallo emitido. En cualquier caso, tal resolución sería efectiva a partir del 26 de mayo de 2020 como máximo.
La Corte Interamericana de Derechos Humanos en su Opinión Consultiva, emitida a solicitud de Costa Rica, estableció: 

El Estado debe reconocer y garantizar todos los derechos que se derivan de un vínculo familiar entre personas del mismo sexo de conformidad con lo establecido en los artículos 11.2 y 17.1 de la Convención Americana. (...) de acuerdo con los artículos 1.1, 2, 11.2, 17 y 24 de la Convención Americana es necesario que se garanticen el acceso a todas las figuras ya existentes en los ordenamientos jurídicos internos, incluyendo el derecho al matrimonio. (..) Para asegurar la protección de todos los derechos de las familias conformadas por parejas del mismo sexo, sin discriminación con respecto a los que están constituidos por parejas heterosexuales.

Las repercusiones del fallo pueden ser regionales, ya que distintos juristas apuntan a que el fallo no solo es obligatorio para Costa Rica sino que podría serlo para todos los países suscriptores del Pacto de San José y que reconozcan como superior la autoridad de la Corte IDH.

## Aspectos legales
Las resoluciones de la Corte Interamericana de Derechos Humanos son de acatamiento obligatorio y se encuentran por encima de las leyes y la Constitución, según artículo 8 de la Constitución de Costa Rica. La Sala Constitucional (el juzgado máximo de la Corte Suprema de Justicia de Costa Rica) también ha resuelto previamente que las resoluciones de la Corte IDH son de acatamiento obligatorio. Su incumplimiento puede acarrerar consecuencias penales ante el delito de desobediencia de la autoridad. Al respecto el Registro Civil, dependencia del Tribunal Supremo de Elecciones, ya ha comunicado que realizarán las reformas necesarias para la aplicación de la resolución esperando solo a ser notificados.

## Historia

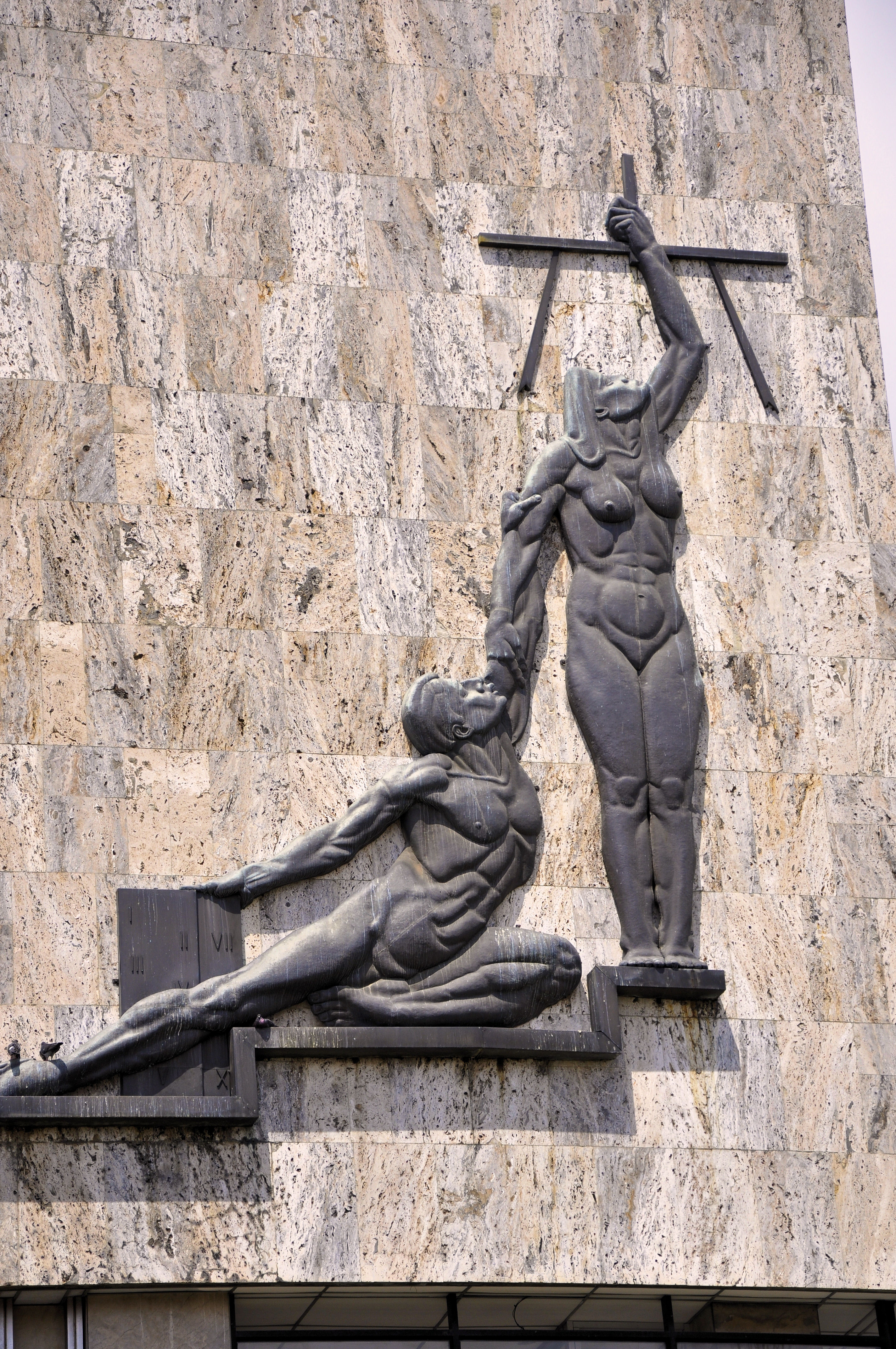
La Sala Constitucional de Costa Rica ratificó la supremacía contenciosa de la CIDH

Debate sobre la legalización del matrimonio homosexual ha existido desde hace más de una década, e incluso existe una iniciativa de ley al respecto en la corriente legislativa presentada por diputados de varios partidos. No obstante, la mayoría de partidos favorecían preferentemente la figura de la unión libre o civil a la de matrimonio (que también tiene más respaldo popular). La oposición frontal a cualquier forma de reconocimiento dentro de cualquier figura jurídica por parte de los partidos evangélicos hizo imposible el debate. Esto llevó al gobierno de Luis Guillermo Solís (quien se había comprometido en campaña a apoyar el reconocimiento de las parejas del mismo sexo) a interponer una consulta facultativa ante la Corte Interamericana de Derechos Humanos para esclarecer si la Convención Americana sobre Derechos Humanos dotaba a las parejas del mismo sexo de igualdad de derechos. La entonces vicepresidenta Ana Helena Chacón fue una de las principales artífices de la consulta. La Corte IDH acogió la consulta en 2016 y emitió la resolución el 9 de enero de 2018 fallando en todos sus extremos a favor de la homologación de todos los derechos que amparan a las parejas heterosexuales, incluyendo matrimonio y adopción. También falló a favor del derecho de las personas transgénero de poder cambiar el género en sus tarjetas de identidad de forma rápida, privada y gratuita sin requerimientos médicos previos que era otro de los temas consultados por el gobierno, si bien la aplicación del mismo le correspondió al Tribunal Supremo de Elecciones.

## Reacciones
La comunidad LGBTI celebró el fallo con una celebración en la Fuente de la Hispanidad en Montes de Oca, un sitio famoso para la celebración de victorias deportivas y políticas.
Las reacciones de los candidatos presidenciales (al encontrarse el país justo en campaña presidencial) fueron diversas. Los candidatos que ya antes favorecían la reforma como Carlos Alvarado del oficialista Partido Acción Ciudadana y Edgardo Araya del Frente Amplio celebraron la sentencia. Los candidatos que no apoyaban el matrimonio gay (pero sí las uniones civiles) como Rodolfo Piza del Partido Unidad Social Cristiana y Antonio Álvarez Desanti del Partido Liberación Nacional afirmaron no compartir la resolución pero respetarla y que obedecerán la misma de ser presidentes. Juan Diego Castro del Partido Integración Nacional (quien en el pasado manifestó no oponerse a la medida) recordó que las resoluciones son de acatamiento obligatorio. Los candidatos radicalmente opuestos a la reforma pertenecientes a partidos confesionales Fabricio Alvarado de Restauración Nacional, Stephanie Campos de Renovación Costarricense y Mario Redondo de Alianza Demócrata Cristiana deploraron la resolución y aseguraron abiertamente que se negarían a obedecer el fallo de ser presidentes. Incluso amenazaron con abandonar la Corte IDH. Rodolfo Hernández del Partido Republicano Social Cristiano en un principio manifestó que respetaría la resolución para luego decir lo contrario.
La Iglesia católica condenó la resolución a la que calificó de "abusiva" e insistió en que seguirá enseñando que el matrimonio es entre hombre y mujer.

## Posibles ramificaciones regionales
La sentencia de la Corte IDH puede darse en otros países además de Costa Rica. Algunos juristas consideran que el fallo podría aplicar a todos los países de América que sean signatarios de la Convención Americana sobre Derechos Humanos. Otros consideran que esto solo aplicaría a aquellos países que en sus propias constituciones reconocen la competencia de la Corte como máximo órgano contencioso. Estos son: Argentina, Barbados, Bolivia, Brasil, Chile, Colombia, Costa Rica, Ecuador, El Salvador, Guatemala, Haití, Honduras, México, Nicaragua, Panamá, Paraguay, Perú, República Dominicana, Surinam y Uruguay. De estos ya Argentina, Brasil, Chile, Colombia, Ecuador, México y Uruguay han legalizado el matrimonio entre parejas del mismo sexo.